# Новостройка (Фёдоровский район)
Новостройка (каз. Новострой) — упразднённое село в Фёдоровском районе Костанайской области Казахстана. Ликвидировано в 2009 году. Входило в состав Косаральского сельского округа.

## Население
В 1999 году население села составляло 125 человек (66 мужчин и 59 женщин).